# Le Trésor (roman)
Pour les articles homonymes, voir Le Trésor.
Le Trésor est un roman historique de Juliette Benzoni paru en 1980. Il compose le troisième volet de la tétralogie Le Gerfaut des brumes.

## Personnages
- Gilles Goëlo
- Judith de Saint-Mélène
- Axel de Fersen